# Frankfurter Stadtwald
Frankfurter Stadtwald (Frankfurcki Las Miejski) – las w zachodniej części Frankfurtu nad Odrą, na zachód od zwartej zabudowy dzielnic Booßen i Rosengarten, na północny zachód od dzielnicy Pagram.
Stanowi wschodnią część kompleksu leśnego o nazwie Booßener Gehege.
Na terenie lasu znajduje się kilka wzgórz:
- Krähenberg (115,3 m)
- Schwarzer Berg (118,0 m)
- Tafelberge (128,1 m)
- Weinberg (118,0 m)